# Polycope dispar
Polycope dispar is een mosselkreeftjessoort uit de familie van de Polycopidae. De wetenschappelijke naam van de soort is voor het eerst geldig gepubliceerd in 1894 door G.W. Müller.